# Marc Crosas
Marc Crosas Luque (Sant Feliu de Guíxols, 9 de janeiro de 1988) é um Ex-futebolista e analista espanhol que atualmente joga no Cruz Azul.

## Títulos

### Clube
Lyon
- Ligue 1 (1): 2007–08
- Coupe de France (1): 2007–08

Celtic
- Scottish League Cup (1): 2008–09

Santos Laguna
- Campeonato Mexicano de Futebol (1): Clausura 2012